# Cercanías Zaragoza
Cercanías Zaragoza is een stoptreindienst in Zaragoza. De dienst valt onder de productformule Cercanías van de Spaanse nationale spoorwegmaatschappij Renfe Operadora.
De dienst bestaat uit 1 lijn. Deze C-1 begint in Miraflores, rijdt langs de centrale stations van Zaragoza en eindigt in Casetas. Op 11 juni 2008 ging deze dienst in werking. Van de twee vroegere breedsporen in de stadsspoortunnel is er een omgebouwd naar normaalspoor voor de hogesnelheidstreinen. Dat betekent dat het lokaal spoorvervoer tussen het belangrijkste station Delicias en Miraflores enkelsporig geëxploiteerd wordt. Wel zijn de stations El Portillo en Miraflores voorzien van twee perronsporen waardoor treinen elkaar kunnen kruisen. In het station Goya, geopend in 2012, is het tweede perronspoor wel in ruwbouw klaar maar niet aangelegd. De dienst wordt versterkt door regionale treinen die ook op de Cercanías stations stoppen en waarvoor de Cercanías vervoersbewijzen geldig zijn.
De Cercanías werd geopend drie dagen voor de opening van Expo 2008, de wereldtentoonstelling in Zaragoza. Het voorstadsnetwerk bood werknemers en bezoekers van de expoterreinen de mogelijkheid het stadscentrum en de voorsteden te bereiken vanaf het Zaragoza-Delicias, zelf het station het dichtst bij de exporuimte gelegen op 1,5 km ten zuiden van de terreinen.
Na de opening van de C1 lijn, werd een tweede lijn van de Cercanías gepland, de C2 lijn. De moeilijke financiële situatie van de stad, de regio en de Spaanse overheid hebben een eventuele realisatie voor onbepaalde termijn uitgesteld.

## Stations
- Casetas (heeft een eigen keerspoor en perron voor de Cercanías treinen)
- Utebo
- Delicias
- El Portillo
- Goya
- Miraflores